# Tesalija
Tesalija (grško Θεσσαλία, latinizirano: Thessalía, staro tesalsko Πετθαλία, Petthalía) je tradicionalna geografska in sodobna upravna regija Grčije, ki obsega večino antične regije istega imena. Pred grškim temnim srednjim vekom je bila Tesalija znana kot Eolija (starogrško Αἰολία, Aiolía) in se tako pojavi v Homerjevi Odiseji.
Tesalija je postala del moderne grške države leta 1881, po štirih in pol stoletjih osmanske vladavine. Od leta 1987 je ena od 13 regij v državi in je nadalje (od Kalikratisove reforme leta 2011) razdeljena na pet regionalnih enot (prej prefektur) in 25 občin. Glavno mesto regije je Larisa. Tesalija leži v severni Grčiji in meji na zgodovinsko regijo Egejska Makedonija na severu, Epir na zahodu, Osrednjo Grčijo na jugu in Egejsko morje na vzhodu. Regija Tesalija vključuje tudi Sporade.

## Ime in etimologija
Tesalija je dobila ime po starogrškem plemenu Thessaloi (Tesalci). Pomen imena tega plemena ni znan, o njegovi etimologiji pa je bilo narejenih veliko teorij. Po besedah nizozemskega jezikoslovca Roberta S. P. Beekesa je ime starejše od grške prisotnosti v regiji in bi lahko izhajalo iz pragrške oblike, rekonstruirane kot *Kʷʰeťťal-. Grški jezikoslovec Georgios Babiniotis prav tako pripisuje izvor imena Tesalcev predgrškim časom, čeprav ne poskuša razložiti njegove etimologije. V aromunščini se imenuje Tesalia.

## Mitologija
V Homerjevem epu Odiseja je junak Odisej obiskal Eolovo kraljestvo, kar je bilo staro ime za Tesalijo.
Tesalska nižina, ki leži med goro Oeta/Otris in goro Olimp, je bila kraj bitke med Titani in Olimpijci.
Po legendi so Jazon in Argonavti začeli iskati zlato runo s polotoka Magnezija.

## Zgodovina

### Antična zgodovina
Tesalija je bila dom obsežnih neolitskih in bakrenodobnih kultur okoli 6000–2500 pr. n. št. (glej Cardium keramika, Dimini in Sesklo). Odkrite so bile tudi mikenske naselbine, na primer na lokacijah Iolcos, Dimini in Sesklo (blizu Volosa). V arhaičnih in klasičnih časih je nižavje Tesalije postalo dom baronskih družin, kot so Aleuadi iz Larise ali Scopadi iz Cranona.
Poleti 480 pr. n. št. so Perzijci vdrli v Tesalijo. Grško vojsko, ki je varovala dolino Tempe, je opozoril Aleksander I. Makedonski in evakuirala cesto, preden je prišel sovražnik. Nekoliko kasneje se je Tesalija predala Perzijcem. Tesalska družina Aleuadi se je kasneje pridružila Perzijcem. Naslednje leto so bili Perzijci odločilno poraženi v bitki pri Platajah in so se umaknili iz vseh svojih evropskih posesti, vključno s Tesalijo.
V 4. stoletju pr. n. št., potem ko so se grško-perzijske vojne že zdavnaj končale, je Jazon iz Fere spremenil regijo v pomembno vojaško silo, ki spominja na slavo zgodnjih arhaičnih časov. Kmalu zatem je bil Filip II. Makedonski imenovan za arhonta Tesalije in Tesalija je bila nato naslednja stoletja povezana z Makedonskim kraljestvom.
Tesalija je pozneje postala del Rimskega cesarstva kot del province Makedonija; ko je to razpadlo, se je ime ponovno pojavilo v dveh njegovih poznorimskih naslednicah provincah: Thessalia Prima in Thessalia Secunda.

### Bizantinsko obdobje
Tesalija je po propadu rimske moči na zahodu ostala del Vzhodnorimskega cesarstva in je pozneje utrpela številne vdore, na primer slovanskega plemena Belegezitov v 7. stoletju našega štetja. Avari so prišli v Evropo v poznih 550-ih.:29 Uveljavili so svojo oblast nad številnimi Slovani, ki so bili razdeljeni na številna majhna plemena. Številne Slovane so Avari vključili v učinkovito pehoto. V 7. stoletju je avarsko-slovansko zavezništvo začelo napadati Bizantinsko cesarstvo, oblegalo je Solun in celo samo cesarsko prestolnico Konstantinopel.
Do 8. stoletja so Slovani zasedli večji del Balkana od Avstrije do Peloponeza in od Jadranskega do Črnega morja, z izjemo obalnih območij in nekaterih goratih predelov grškega polotoka. Odnosi med Slovani in Grki so bili verjetno mirni, razen (domnevne) začetne naselitve in občasnih uporov. Kot poljedelci so Slovani verjetno trgovali z Grki v mestih. Verjetno se je ponovna helenizacija začela že s tem stikom. Ta proces bi dokončal na novo oživljeno Bizantinski cesarstvo.
Z umirjanjem arabsko-bizantinskih vojn je Bizantinsko cesarstvo začelo utrjevati svojo oblast na tistih območjih celinske Grčije, ki so jih zasedala praslovanska plemena. Po pohodih bizantinskega generala Stavrakija v letih 782–783 je Bizantinsko cesarstvo ponovno pridobilo Tesalijo in vzelo številne Slovane kot ujetnike. Poleg vojaških pohodov proti Slovanom se je pod Nikiforom I. začel proces ponovne helenizacije, ki je vključeval (pogosto prisilno) selitev ljudstev.
Veliko Slovanov je bilo preseljenih v druge dele cesarstva, kot je Anatolija, in prisiljeni služiti v vojski. V zameno so v notranjost Grčije pripeljali številne Grke s Sicilije in Male Azije, da bi povečali število branilcev, ki so bili cesarju na razpolago, in zmanjšali koncentracijo Slovanov.

### Obdobje poznega srednjega veka
Leta 977 je bizantinsko Tesalijo vdrlo Bolgarsko cesarstvo. Leta 1066 je nezadovoljstvo z davčno politiko vodilo aromunsko in bolgarsko prebivalstvo Tesalije k uporu proti Bizantinskemu cesarstvu pod vodstvom lokalnega gospodarja Nikoulitzasa Delphinasa. Upor, ki se je začel v Larisi, se je kmalu razširil na Trikalo in kasneje proti severu do bizantinsko-bolgarske meje. V letih 1199–1201 je nov neuspešen upor vodil Manuel Kamytzes, zet bizantinskega cesarja Alekseja III. Angela, ob podpori Dobromirja Hriza, avtonomnega vladarja Proseka. Kamytzesu je uspelo ustanoviti kratkotrajno kneževino v severni Tesaliji, preden ga je premagal cesarski pohod.
Po plenjenju Konstantinopla in razpadu Bizantinskega cesarstva s četrto križarsko vojno aprila 1204 je Tesalija pripadla Solunskemu kraljestvu Bonifacija Montferraškega v širšem kontekstu Frankokratije. S svojimi grškimi vezmi je Bonifacij pridobil podporo grškega prebivalstva in različnih pomembnih grških družin. Leta 1212 je Mihael I. Komnen Dukas, epirski vladar, povedel svoje čete v Tesalijo. Larisa in velik del osrednje Tesalije sta prišla pod oblast Epira, s čimer se je Tesalonika ločila od križarskih kneževin v južni Grčiji. Mihaelovo delo je dokončal njegov polbrat in naslednik Teodor Komnen Dukas, ki je do leta 1220 dokončal okrevanje celotne regije in dodelil pronoiai plemiškim grškim družinam.
Vlahi (Aromuni) iz Tesalije (prvotno pretežno selitveno romansko govoreče prebivalstvo) se prvič pojavijo v bizantinskih virih v 11. stoletju, v Kekaumenovem Strategikonu in Aleksiadi Ane Komnene. V 12. stoletju judovski popotnik Benjamin iz Tudele zapisuje obstoj okrožja »Vlachia« blizu Halmyrosa v vzhodni Tesaliji, medtem ko bizantinski zgodovinar Niketas Honiates postavlja »Veliko Vlachio« (aromunsko Vlãhia Mari) blizu Meteore. Izraz uporablja tudi učenjak iz 13. stoletja Georgij Pahimer, kot posebna upravna enota pa se pojavi leta 1276, ko je bil pinkernes Raoul Komnenos njen guverner (kephale).
Od leta 1271 do 1318 je bila Tesalija neodvisen despotat, ki se je razširil na Akarnanijo in v Etolijo, ki jo je vodila dinastija, ki jo je ustanovil Ivan I. Dukas Tesalski. Ivan je vladal od leta 1271 do svoje smrti leta 1289, nasledila pa sta ga njegova sinova Konstantin in Teodor. V tem času je Tesalija prišla pod bizantinsko vrhovno oblast, čeprav je večinoma ohranila svojo neodvisnost. Po Konstatinovi smrti leta 1303 ji je vladal Ivan II. Dukas do svoje smrti leta 1318. Od leta 1306 do 1310 so Almogavarji ali Vzhodna katalonska družba (Societas Catalanorum Magna) plenili po Tesaliji. Leta 1310 so zasedli vrsto utrdb na jugu. Od tam so odšli v Atensko vojvodino, ki jo je poklical vojvoda Walter I., ki so ga nazadnje ubili v bitki in prevzeli Atensko vojvodino. Leta 1318, s smrtjo Ivana II., se je tesalska neodvisnost končala in Almogavarji so zasedli Siderokastron in južno Tesalijo (1319) ter ustanovili vojvodino Neopatrijo. Ostali deli Tesalije so prišli pod bizantinsko oblast ali pa jim je vladalo lastno plemstvo. Ti lokalni veljaki so se sčasoma začeli bojevati med seboj. Tisti na jugu, kot je družina Melissenos iz Volosa, so iskali pomoč pri Kataloncih, medtem ko so se tisti na severu, kot je družina Gavrilopoulos iz Trikale, obrnili proti Bizancu. V tem času so nekatera pristanišča v Tesaliji prišla pod beneško oblast. Leta 1332 so Bizantinci po pohodu Andronika III. Paleologa zavzeli večino Tesalije. Njegovo upravo je prepustil Mihaelu Monomahu, ki ga je vodil naslednjih 10 let.
Skupine Albancev so se preselile v Tesalijo že leta 1268 kot plačanci Mihaela II. Dukasa. Albanska plemena Bua, Malakasioi in Mazaraki so bila opisana kot 'neukrotljivi' nomadi, ki so živeli v gorah Tesalije v začetku 14. stoletja v Zgodovini cesarja Ivana VI. Kantakuzena. Šteli so približno 12.000 ljudi. Kantakuzen opisuje pakt, ki so ga sklenili, da bodo služili bizantinskemu cesarju in mu plačevali davek okoli leta 1332 v zameno za uporabo nižinskih območij Tesalije v poletnih mesecih. Albanske skupine so v 1330-ih dobile vojaške posesti Fanari, do konca 14. stoletja in osmanskega prevzema regije pa so postale sestavni del vojaških struktur Tesalije. Dva od njihovih vojaških voditeljev, znana v bizantinskih virov kot Peter in Ivan Sebastopulos, sta nadzorovala majhni mesti Farsala in Domokos.
Leta 1348 je Tesalijo napadlo in zasedlo Srbsko cesarstvo Štefana Dušana pod vojskovodjem Preljubom. Po slednjega smrti leta 1356 je regijo osvojil Nikefor Orsini, potem ko je pridobil podporo lokalnega grškega prebivalstva. Po njegovi smrti tri leta pozneje jo je prevzel samooklicani srbski car Simeon Uroš. Simeonov sin Ivan Uroš ga je nasledil leta 1370, vendar je abdiciral leta 1373, Tesalijo pa je upravljal grški rod Angeloi-Philanthropenoi do osmanskega osvajanja ok. 1393.

### Osmansko obdobje
Osmanski nadzor se je začel v poznem 14. stoletju z zavzetjem Larise v letih 1392–93 in se utrdil v zgodnjem 15. stoletju. Kljub temu so osmanski nadzor v tem obdobju ogrožale skupine Grkov, Albancev in Aromunov, ki so se zadrževali v gorskih območjih Tesalije. V času osmanskega osvajanja je bila velika vzhodna nižina Tesalije skoraj popolnoma izpraznjena zaradi skoraj neprekinjenega vojskovanja v prejšnjih desetletjih. Naselili so ga turški naseljenci iz zahodne Anatolije in Grki iz zahodne Tesalije in okoliških gora. V naslednjih desetletjih je prebivalstvo tega območja zaradi zakona in reda zelo hitro raslo. Tesaliji je v osmanskem obdobju vladal sandžak Tirhala. V 1520-ih so muslimani predstavljali 17,5 % prebivalstva sandžaka.
Neuspele grške vstaje so se zgodile v letih 1600/1 in 1612 ter med Morejsko vojno (1684–1699) in Orlovskim uporom (1770).
Leta 1780 je oblast nad Tesalijo prevzel Ali Paša iz Janine, ki je svojo oblast utrdil po letu 1808, ko je zadušil lokalno vstajo. Visoki davki pa so uničili trgovino province in skupaj z izbruhom kuge leta 1813 zmanjšali prebivalstvo na približno 200.000 do leta 1820. Rigas Feraios, pomemben grški intelektualec in predhodnik grške vojne za neodvisnost, je bil iz te regije. Rodil se je v Velestinu, blizu starodavnega mesta Fere.
Ko je leta 1821 izbruhnila grška vojna za neodvisnost, so se grški vstaji pojavili v gorah Pelion in Olimp ter v zahodnih gorah okoli Fanarija, vendar so jih osmanske vojske pod vodstvom Mehmeda Rešid paše in Mahmuda Dramalija paše hitro zatrle. Po ustanovitvi neodvisne Kraljevine Grčije se je grška nacionalistična agitacija nadaljevala z nadaljnjimi upori leta 1841, leta 1854 med krimsko vojno in ponovno med rusko-turško vojno 1877–1878. Leta 1880 je prebivalstvo Tesalije sestavljalo približno 285.000 Grkov, 40.000 Turkov in 40.000 Judov.

### Sodobnost
Tesalija je postala del moderne grške države leta 1881 po carigrajski konvenciji, razen območja okoli mesta Elasona, ki je ostalo v osmanskih rokah do leta 1912. Med grško-turško vojno leta 1897 so ga za kratek čas zavzeli Osmani. Po carigrajski pogodbi (1897) je bila Grčija prisiljena očistiti manjša obmejna območja in plačati visoke odškodnine. Preostali del Tesalije, ki so ga imeli Osmani, so Grki dokončno pridobili nazaj med prvo balkansko vojno leta 1912. Leta 1923 je bilo celotno muslimansko prebivalstvo poslano v Turčijo po izmenjavi prebivalstva med Grčijo in Turčijo ob koncu grško-turške vojne.
Med drugo svetovno vojno je Tesalijo zasedla Kraljevina Italija od aprila 1941 do septembra 1943. Po premirju v Cassibilu je do oktobra 1944 Tesalijo zasedla Nemčija. Postala je glavno središče grškega odpora, najbolj znano pa je bilo videti dezerterstvo italijanske divizije Pinerolo gverilcem EAM-ELAS leta 1943.

## Geografija
Tesalija zavzema vzhodno stran razvodja Pinda in se razteza južno od Makedonije do Egejskega morja. Severni del Tesalije opredeljuje na splošno jugozahodno-severovzhodni del Pindskega gorstva, ki vključuje goro Olimp, blizu makedonske meje. Znotraj tega raztrganega gorovja je več kotlin in rečnih dolin.
Najvzhodnejša skrajnost ostroga se razprostira se razteza proti jugovzhodu od gore Olimp vzdolž Egejske obale in se konča na Magnezijevem polotoku, ki ovija Pagasetski zaliv (imenovan tudi Voloski zaliv) in tvori zaliv v Egejsko morje. Glavna reka v Tesaliji, Pineios, teče proti vzhodu iz osrednjega Pindskega gorstva južno od ostroga in se izliva v Solunski zaliv.
Nižavi Trikala in Larisa tvorita osrednjo nižino, ki je obdana z obročem gora. Ima izrazito poletno in zimsko sezono, s poletnim deževjem, ki povečuje rodovitnost ravnin. Zaradi tega so Tesalijo občasno imenovali 'žitnica Grčije'.
Regija je dobro označena s topografskimi mejami. Na severu ležita gori Chasia in Kamvounia, na severovzhodu pa masiv Olimpa. Na zahodu leži Pindsko gorovje, na jugovzhodu pa obalna gorovja Óssa in Pelion.
Skozi regijo teče več pritokov Pineiosa.

### Podnebje
Večji del regije ima vroče poletno sredozemsko podnebje (Köppen Csa), najdemo pa tudi hladno polsušno podnebje (BSk), vključno z glavnim mestom Lariso (na njenem sredozemskem robu kategorije). Tudi na severu Tesalije je mogoče najti redko vlažno subtropsko podnebje (Cfa), čeprav se razlikuje od podnebja, ki je značilno pod ali nad tropi, hkrati pa označuje mejo tega redkega podtipa Cf na evropski celini (npr. vas Kalvia).

## Demografija
Po popisu leta 2021 je bilo v regiji Tesalija 687.527 prebivalcev. Regija se je med letoma 2011 in 2021 zmanjšala za 45.235 ljudi, pri čemer je prišlo do izgube prebivalstva za 6,2 %.
Leta 2011 je bilo v regiji Tesalija 732.762 prebivalcev in je predstavljalo 6,8 % celotnega prebivalstva Grčije. Število prebivalcev se je od leta 2001 zmanjšalo za 2,8 %, vendar Tesalija ostaja tretja najbolj naseljena regija v Grčiji.
Razčlenitev prebivalstva je 44 % urbanih, 40 % agrarnih in 16 % pol mestnih. Zmanjšanje agrarnega prebivalstva je spremljalo povečanje semiurbanega prebivalstva.
Metropolitansko območje Larise, glavnega mesta Tesalije, je dom več kot 230.000 ljudi, zaradi česar je največje mesto v regiji.
V Tesaliji prebiva Aromunska manjšina. Ta regija je skupaj z Epirom in Makedonijo regija z največjo koncentracijo grških Aromunov. Druga pomembna skupina prebivalcev Tesalije so Karagunidi, etnična grška podskupina.

### Jezik
V Tesaliji so govorili eolsko narečje grščine. To je vključevalo več lokalnih sort, zlasti različici Pelasgiotis in Thessaliotis. Jezik ni bil napisan.
Poleg grščine se v Tesaliji govori tudi aromunščina. Nekatera aromunska narečja iz regije imajo nekaj lastnih edinstvenih posebnosti, kot na primer kranijsko, ki je eno redkih z diferencialnim označevanjem predmetov (DOM) skupaj s tistimi narečji, ki se govorijo zahodno od Ohrida v Severni Makedoniji.

## Uprava
Tesalija je razdeljena na pet regionalnih enot:
- Karditsa
- Larisa
- Magnesia
- Trikala
- Sporadi

## Večja mesta
- Kardítsa (Καρδίτσα)
- Larisa (Λάρισα)
- Néa Ionía (Νέα Ιωνία)
- Tríkala (Τρίκαλα)
- Volos (Βόλος)
- Larisa (Ελασσόνα)
- Larisa (Αγιά)
- Larisa (Τύρναβος)

## Gospodarstvo
Zaradi aluvialnih tal porečja Pineios in njegovih pritokov je Tesalija pomembno kmetijsko območje, zlasti za pridelavo žita, goveda in ovac. Posodobitev kmetijskih praks sredi 20. stoletja je nadzorovala kronične poplave, ki so omejevale širjenje in diverzifikacijo kmetijstva v nižinah. Tesalija je vodilno živinorejsko območje Grčije in aromunski pastirji sezonsko premikajo velike črede ovc in koz med višjimi in nižjimi legami.
V zadnjih nekaj desetletjih se je povečalo gojenje posušenih oreščkov, kot so mandlji, pistacije in orehi, zlasti v regiji Almyros. Opaziti je tudi porast števila oljčnih dreves. Pagasajski zaliv, ki je skoraj brez izhoda na morje, je naravno pristanišče v Volosu za prevoz kmetijskih proizvodov z ravnin in kroma iz gora.
Bruto domači proizvod (BDP) province je leta 2018 znašal 9,7 milijarde €, kar je predstavljalo 5,2 % grške gospodarske proizvodnje. BDP na prebivalca, prilagojen glede na kupno moč, je v istem letu znašal 16.100 € ali 53 % povprečja EU27. BDP na zaposlenega je znašal 65 % povprečja EU.